# Piedad (Burgos)
La Piedad es un grupo escultórico realizado por Gregorio Fernández entre 1610 y 1612. Está ubicado en la Iglesia del Carmen de Burgos (Castilla y León, España).

## Historia
Teresa de Melgosa y su esposo, el acaudalado burgalés Pedro Fernández Cerezo de Torquemada, encargaron al tallista Juan de Muniátegui una imagen de la Piedad para que presidiese el retablo de una capilla en la iglesia del Convento de Nuestra Señora del Carmen, perteneciente a la Orden de los Carmelitas Descalzos. Sin embargo Muniátegui no realizó la talla sino que subcontrató a Gregorio Fernández, quien creó entre 1610 y 1612 un alto relieve de grandes dimensiones el cual constituía su primera obra dedicada a este tema de la Pasión. Respecto a la capilla, hay constancia de que el padre Luis de la Madre de Dios, en calidad de representante del general de la orden Francisco de la Madre de Dios, llevó a cabo en 1606 una serie de capitulaciones con Teresa de Melgosa, quien con la asistencia de su esposo recibió el patronazgo de la Capilla de Nuestra Señora de la Piedad cuando el convento aún no había sido erigido, entregando a cambio una suma de 5000 ducados más una renta con carácter perpetuo de 4000 reales.
Juan Agustín Ceán Bermúdez no catalogó la Piedad como obra de Fernández, falta que sería corregida por Cipriano Muñoz y Manzano en el segundo tomo del libro Adiciones al diccionario histórico de los mas ilustres profesores de Bellas Artes en España de D. Juan Agustín Cean Bermúdez / compuestas por el Conde de la Viñaza (1889-1894), si bien cometió el error de situar la pieza en el Convento de Carmelitas Calzados (inexistente en Burgos) en vez de en el de Carmelitas Descalzos. Por su parte, Antonio Buitrago y Romero, en su Guía de Burgos (1876), afirma que la Piedad «estaba en el altar que dicen de los Dolores, propio de la casa de Melgosa, cuyo medallón dicen los autores es de mucho mérito y se atribuye al notable escultor Gregorio Hernández», corrigiendo Juan Agapito y Revilla en 1924 el dato erróneo de Muñoz y Manzano al señalar que «allí persevera—me dice mi amigo D. Luciano Huidobro (1. mayo 1914)—, sin que haya podido estar en el Carmen calzado, por no haber existido en Burgos nunca tal Convento, y seguramente el conde de la Viñaza sufrió una confusión en esto».: 77 

## Descripción
En palabras de Agapito y Revilla:

En la iglesia del Carmen descalzo hay una admirable obra de Gregorio Hernández, que es una Piedad o Nuestra Señora con el cuerpo del Señor difunto, figuras algo mayores que el tamaño natural. La Señora está con los brazos abiertos, la vista elevada al cielo, y una rodilla hincada en tierra. Manto azul, túnica encarnada, toca que la ciñe toda la garganta, calzado negro. El cuerpo del Señor está sobre una sábana, sostenido por la cabeza y hombros contra la Señora. De la cruz no se ve más que un pedazo, y algunos pequeños árboles en el campo, que significan el monte Calvario. La cabeza de la Virgen es de una belleza y expresión divina. El cuerpo del Señor es muy robusto, contra la idea común que se tiene de que la humanidad de Cristo sea nimiamente delicada; hizo el artífice algo levantado el pecho del Señor para denotar la agonía que había pasado en la cruz, en todo lo qual fué procediendo Hernández con gran severidad de juicio. En las formas parece que se propuso un medio entre el Antinoo y el Gladiator, o un carácter próximo al heroyco sin tocar en él, desechando la gracilidad para representar la humanidad de Cristo. Es obra muy acreedora a que la estudie la juventud, por lo mucho que tendrá que aprender en ella.: 76–77 

La pieza, con unas medidas de 263 × 186 cm, sigue fielmente la Piedad realizada por Francisco del Rincón entre 1602 y 1604 para el retablo mayor de la Iglesia de Nuestra Señora de las Angustias de Valladolid. La figura de Cristo se apoya sobre la rodilla derecha de María, hallándose un sudario en la parte inferior. El efecto provocado por el peso del cuerpo inerte de Jesús tiene una poderosa contraparte en la Virgen, cuyos brazos levantados y cubiertos por un voluminoso manto, sumado a la pose alzada de la cabeza en un gesto de imploración y dolor contenido, dotan a la figura de una gesticulación perfectamente encuadrada en el barroco, si bien la pieza es de clara influencia manierista y romanista, destacando en ella una policromía en la que predomina el gusto por el estofado. A diferencia de la La Quinta Angustia (c. 1625), talla de Fernández custodiada en la Iglesia de San Martín de Valladolid que fue concebida como alto relieve y transformada en imagen de bulto redondo, la Piedad de Burgos ha permanecido tal y como fue ideada por el artista, destacando en el fondo la cruz y dos árboles sobre un paisaje montañoso que recrea el monte Calvario.: 77 

## Legado
La Piedad de Burgos destaca por ser la primera de las cinco Piedades talladas por Fernández, siendo las otras, además de la de la Iglesia de San Martín, la del Museo Nacional de Escultura (1616), la del Monasterio de Santa Clara de Carrión de los Condes (1620) y la de la Iglesia de Santa María de La Bañeza (1628). A mayores, de acuerdo con Ismael García Rámila, tanto Teresa de Melgosa como su esposo son acreedores de reconocimiento en Burgos por el hecho de haber financiado la Piedad así como una institución de caridad:

El matrimonio, integrado por D. Pedro Fernández Cerezo de Torquemada, señor de las villas de Olmos, Citores y Pinedillo, y D. Teresa de Melgosa, fué y será, en estricta justicia, merecedor de la eterna gratitud burgalesa, no tan sólo porque aun subsiste, dentro del recinto del monasterio de Nuestra Señora del Carmen Descalzo, la Capilla y retablo magnífico de Nuestra Señora de la Piedad que ellos donaran, sino, sobre todo y ante todo, por haber sido los fundadores de la más insigne institución de caridad de que nuestra capital pudo enorgullecerse en el correr del tiempo; fundación conocida con el título de «Obra Pía de los 80.000 ducados».: 33 